# Cymodusa aenigma
Cymodusa aenigma là một loài tò vò trong họ Ichneumonidae.